# Dagmar Ellerbrock
Dagmar Ellerbrock (* 1966) ist eine deutsche Historikerin mit den Forschungsschwerpunkten zivile Waffenkulturen, Gesundheitspolitik und Körpergeschichte, Erinnerungspolitik und Transformationsforschung, Demokratisierung, Rechts-, Emotions- und Gewaltgeschichte. Seit 2014 ist sie Professorin für Neuere und Neueste Geschichte an der Technischen Universität Dresden.

## Leben
Nach ihrem Studium der Geschichtswissenschaft, Anglistik und Öffentlichem Recht an der Universität Albert-Ludwigs-Universität Freiburg war Ellerbrock zwischen 1994 und 1995 als wissenschaftliche Mitarbeiterin an der Universität Konstanz und von 1998 bis 2011 als wissenschaftliche Assistentin an der Universität Bielefeld tätig. Von 1996 bis 1998 war sie Promotionsstipendiatin der Friedrich-Ebert-Stiftung und promovierte 1999 an der Universität Bielefeld mit einer Studie zur deutsch-amerikanischen Gesundheits- und Demokratisierungsgeschichte. 1997 war sie Fellow am Deutschen Historischen Institut und 2005 am Rockefeller Archive Center. 2011 habilitierte sie sich in Bielefeld mit einer bisher ungedruckt gebliebenen Geschichte der zivilen deutschen Waffenkultur. In der Folge war sie bis 2012 als Vertretungsprofessorin der Professur für Geschichte Europas an der Universität zu Köln tätig. Von 2012 bis 2014 leitete sie eine Minerva-Forschungsgruppe zu „Violence & Emotions“ am Max-Planck-Institut für Bildungsforschung in Berlin. 2013 war Ellerbrock als Gastprofessorin am Institut für Politikwissenschaften der Universität Wien tätig.
2014 folgte Ellerbrock dem Ruf auf die Professur für Neuere und Neueste Geschichte an die Technische Universität Dresden. Von 2014 bis 2019 war sie assoziierte Wissenschaftlerin am Max-Planck-Institut für Bildungsforschung. 2018/19 wurde sie auf den Hannah Arendt Visiting Chair for German and European Studies an der Munk School of Global Affairs am Centre for European, Russian, and Eurasian Studies der University of Toronto berufen. Ihre Professur in Dresden wurde in dieser Zeit von Silke Fehlemann vertreten. Im Sonderforschungsbereich 1285 „Invektivität. Konstellationen und Dynamiken der Herabsetzung“ leitet sie das Teilprojekt zu „Invektiven als emotionale Mobilisierung von der Weimarer Republik zum Nationalsozialismus 1924–1938“. Im Bereich der Sicherheits- und Gewaltgeschichte hat sie Publikationen zum Zusammenhang von Sicherheit und Gefühlen vorgelegt.

## Schriften (Auswahl)
- „Healing Democracy“ – Demokratie als Heilmittel. Gesundheit, Krankheit und Politik in der amerikanischen Besatzungszone 1945–1949. Bonn 2004, ISBN 3-8012-4139-4.